# CD Projekt
CD Projekt S.A. je poljsko podjetje za razvoj, založništvo in distribucijo videoiger, ki sta ga leta 1994 v Varšavi ustanovila podjetnika Marcin Iwiński in Michał Kiciński, sprva za prodajo tujih videoiger na poljskem trgu. Podjetje se je kmalu za tem začelo ukvarjati tudi z lokalizacijo iger, leta 2002 pa je bil pod njegovim okriljem ustanovljen razvijalski studio CD Projekt Red, ki se je proslavil s serijo akcijskih iger igranja vlog The Witcher po istoimenski knjižni seriji poljskega pisatelja Andrzeja Sapkowskega. Kasneje so ustvarili še podobno igro Cyberpunk 2077, poleg tega pa CD Projekt upravlja s spletno platformo za digitalno distribucijo GOG.com.
Leta 2009 se je matično podjetje, CDP Investment, združilo s poljskim proizvajalcem računalnikov Optimus, s čimer se je uvrstilo na Varšavsko borzo. Skupno podjetje, preimenovano v CD Projekt RED S.A., je bilo marca 2018 uvrščeno v indeks WIG20 kot eno 20 največjih podjetij Varšavske borze, maja 2020 pa je s tržno vrednostjo 8,1 milijarde USD prehitelo Ubisoft in postalo največje evropsko podjetje v panogi industrije videoiger.

## Zgodovina

### Začetki
Iwiński in Kiciński sta se spoznala v srednji šoli, oba sta bila navdušenca nad videoigrami, ki jih na komunističnem Poljskem konec 1980. let praktično ni bilo moč dobiti. Vsak zase sta pred tem preprodajala piratske kopije na varšavskem bolšjem trgu. Ko so se pojavile prve igre na zgoščenkah (CD-jih), sta leta 1994 ustanovila uvozno podjetje s pisarno v prijateljevem stanovanju. S tem sta postala prva legalna uvoznika videoiger na zgoščenkah v državi.
Vendar je konkurenca ponudnikov piratskih kopij ostala močna, zato sta poskusila ustvariti dodano vrednost z lokalizacijo tujih naslovov v poljščino. S pristopom sta počasi prodrla in ena prvih uspešnejših izdaj je bila lokalizirana igra Ace Ventura. Opogumljena z uspehom sta ponudila sodelovanje večjim založnikom BioWare in Interplay Entertainment pri lokalizaciji igre Baldur's Gate, za katero sta presodila, da bo uspešnica na Poljskem. Ustvarila sta razkošno izdajo, ki so jo sinhronizirali znani poljski igralci, z bogatimi dodatki v škatli in jo aktivno oglaševala ter požela uspeh, ko so trgovine naročile 18.000 izvodov na dan izida.
Sodelovanje z Interplayem je postalo tesnejše, ko jih je založnik najel za razvoj predelave nadaljevanja Baldur's Gate: Dark Alliance za osebne računalnike. Takrat sta se podjetju pridružila razvijalca Sebastian Zieliński in Adam Badowski. Vendar pa je Interplay zaradi finančnih težav pol leta kasneje ustavil razvoj predelave. CD Projekt je v tem času ohranjal svojo osnovno dejavnost lokalizacije, ki je bila še vedno uspešna, tako da je podjetje prejelo podjetniško gazelo v letih 2003 in 2004.

### Lasten razvoj
Z osnove – izvorne kode za predelavo Baldur's Gate: Dark Alliance, ki je bila njihova last – so se takrat odločili razviti lastno igro in leta 2002 pridobili licenco za serijo Veščec, ki je bila na Poljskem velika uspešnica. V Łódźu so v ta namen ustanovili razvijalski studio CD Projekt Red pod vodstvom Zielińskega. S prvo različico, podobno igri Diablo, niso prepričali založnikov in studio so ukinili, nakar je Zieliński odšel iz podjetja. Zato so razvoj začeli na novo. Zaradi pomanjkanja izkušenj so se skoraj dve leti ukvarjali z organizacijo dela, podporo pa so dobili od podjetja BioWare, ki jim je prodalo licenco za svoj igralni pogon Aurora. Ekipa je narasla na 100 pretežno neizkušenih ljudi in zaradi stroškov so morali večkrat oklestiti vsebino, a je razvoj vseeno stal 20 milijonov zlotov, kar je bilo vse premoženje podjetja. Po petih letih razvoja je The Witcher naposled izšel v založbi podjetja Atari.
Kljub rahli nedodelanosti sta bila kritiški sprejem in prodaja zadovoljiva, tako da je podjetje preživelo in se usmerilo v razvoj nadaljevanja, The Witcher 2: Assassins of Kings, hkrati pa tudi igralnega pogona za tretji del serije. Razvoj je zastal zaradi težav s predelavo prvega Witcherja za konzole, ki je bila na koncu preklicana. Zaradi tega so zašli v težave z Atarijem, ki je financiral razvoj, tako da so v zameno podpisali dogovor o distribuciji drugega dela Witcherja, prodaja katerega bi poplačala dolg. Hkrati je izbruhnila finančna kriza 2007–08, zato se je CD Projekt znašel tik pred bankrotom, a je preživel po zaslugi združitve s podjetjem Optimus, s čimer je pridobil dostop do vlagateljev. Hkrati je vodstvo usmerilo vse sile v izdelavo nadaljevanja Witcherja na osnovi lastnega igralnega pogona, kar bi jim za razliko od prvenca omogočilo enostavno predelavo za konzole. V ta namen so prekinili razvoj že napovedane strelske igre They, ki jo je razvijala ekipa Metropolis, pred tem priključena podjetju. Leta 2011 je The Witcher 2 naposled izšel in se izkazal za veliko uspešnico, prodano v več kot 1,7 milijona izvodih.
Uspeh jim je omogočil usmeriti vse sile v razvoj še ambicioznejšega nadaljevanja z naslovom The Witcher 3: Wild Hunt. Ta je izšel maja 2015 in postal še večji hit, v šestih tednih prodan v šestih milijonih izvodov. K temu je pripomogla hkratna izdaja na konzolah šeste generacije (PlayStation 4, Xbox One), za kar je imelo podjetje prvič v svoji zgodovini dovolj kapacitet. Kasneje so izdali še več brezplačnih in dve obsežnejši plačljivi razširitvi. Kmalu po tistem se je oglasil avtor serije Veščec in zahteval delež dobička, čeprav je podjetju prodal licenco za fiksen znesek. Kljub temu so se s Sapkowskim na koncu pogodili in sklenili nov sporazum. Leta 2018 so ločeno izdali še igro Gwent: The Witcher Card Game, digitalno igro s kartami iz zgodb o Veščecu, nato pa so se odločili za povsem drugačen projekt.
Že leta 2012 se je začel razvoj akcijske igre igranja vlog Cyberpunk 2077 po licenci istoimenske namizne igre avtorja Mikea Pondsmitha. Za podporo projektu je CD Projekt leta 2018 prevzel neodvisni studio Strange New Things in ga spremenil v podružnico v Wrocławu. Kljub skrivnostnosti, ki je obdajala projekt, je postal Cyberpunk 2077 pred izidom ena najbolj pričakovanih iger vseh časov, kar je pripomoglo k temu, da je CD Projekt leta 2020 postal največje evropsko podjetje v svoji panogi. Samo s prednaročili so pokrili stroške razvoja in ob izidu decembra 2020 je Cyberpunk 2077 prejel tudi pretežno pozitivne ocene recenzentov, različica za konzole pa je imela ogromno hroščev, zaradi česar je bilo podjetje obtoženo, da je pred izidom prikrivalo nedodelanost. Vodilni so obljubili povrnitev kupnine kupcem, ki bi to zahtevali, in izdajo popravkov.
Tudi po izidu Cyberpunka 2077 CD Projekt nadaljuje s širitvijo in novimi projekti. Marca 2021 so s prevzemom kanadskega Digital Scapes Studios ustanovili podružnico CD Projekt Red Vancouver, oktobra istega leta pa še studio The Molasses Flood iz Bostona. Napovedali so več novih izdaj, med njimi nadaljevanje Cyberpunka 2077, novo trilogijo iger The Wicher in še en nov naslov.